# Black Lake
black with potion.

I am blind

drowning in this ocean»
(Estratto dal testo di Black Lake)
Black Lake è un brano appartenente all'album Vulnicura della cantautrice islandese Björk. Il brano è stato interamente scritto, composto e prodotto da Björk.

## Descrizione
Come ogni traccia di Vulnicura, Black Lake descrive le emozioni provate dall'artista in rapporto alla fine della relazione con il compagno Matthew Barney. In particolare, in Black Lake vengono descritti i devastanti effetti della rottura dentro l'animo della cantante due mesi dopo la separazione.
Björk descrive l'amore per il compagno come il suo grembo, indicando così la sensazione di protezione che poteva darle. Tuttavia il loro legame si è spezzato e il suo riparo è andato perso. La separazione ancora recente la porta a sentirsi come una ferita, mentre il suo corpo pulsa ed è sofferente. La menzione della ferita subito dopo la parola "grembo" è un riferimento intenzionale alla vagina: la stessa copertina dell'album mostra una ferita sul petto della cantante simile ad essa.
Nella seconda strofa torna poi il titolo della canzone: la cantante afferma infatti che il suo cuore è un "enorme lago nero, con del veleno". Sta annegando in un oceano, simbolo del suo dolore e della sua tristezza: l'anima è spezzata, lo spirito lacerato, uno straccio fra tutti i tessuti.
Nella quarta strofa vengono quindi specificati i motivi della separazione: mentre il suo compagno temeva le sue emozioni senza limite, lei era annoiata dalle sue ossessioni "apocalittiche".
Proprio nella parte centrale della canzone, quasi a voler indicare il culmine di tutto il testo, la cantante si chiede se ha amato fin troppo il marito: il suo amore, come una "devozione", la ha devastata e ora come un'eretica si ribella ad essa distruggendo l'"icona". Si tratta di un'immagine dal carattere religioso: nella religione ortodossa le icone infatti non rappresentano solo Dio, ma sono esse stesse Dio; distruggendo l'icona, Björk distrugge in questo senso il suo amante, che prima venerava.

Nella strofa successiva la cantante spiega che ha fatto tutto questo per amore, onorando i suoi sentimenti, mentre il compagno ha corrotto e tradito il suo cuore. Continuando sempre con queste opposizioni, la famiglia era stata per loro una "comune", "sacra" missione che lui ha abbandonato. Björk accusa l'ex di avere un cuore "vuoto" incapace di dare altro, mentre lei annega ancora nella sofferenza, senza alcuna speranza di guarire dal dolore eterno e dall'orrore.

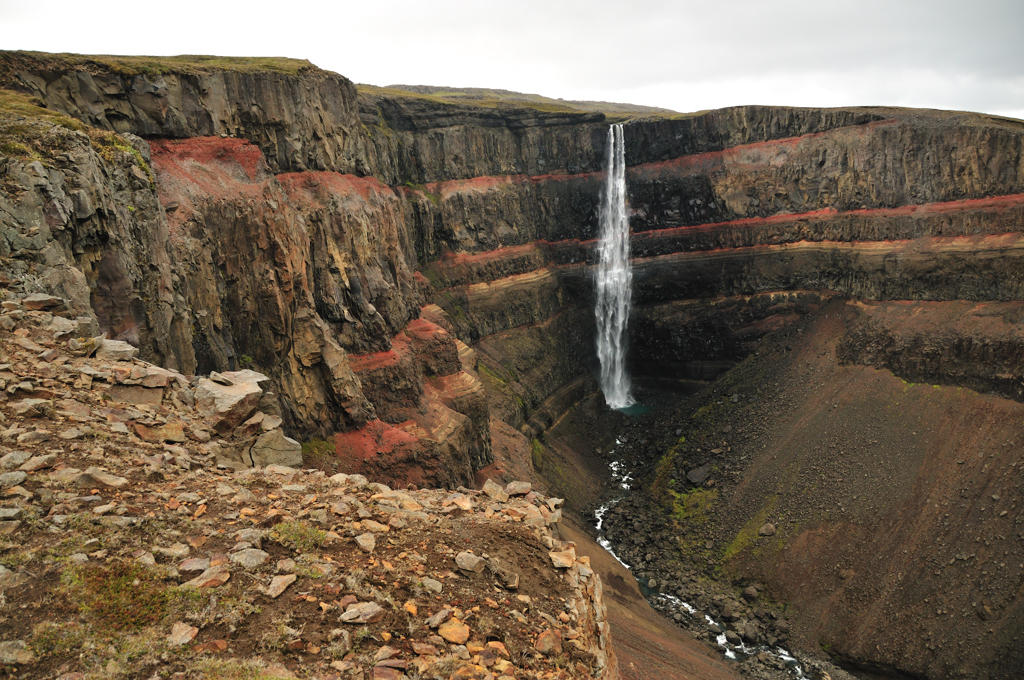
Delle rocce di lava nei pressi delle cascate islandesi di Hengifoss

Infine la cantante si paragona a un razzo lucente che, entrando nell'atmosfera, brucia strato per strato: allo stesso modo mentre lei torna a casa subisce una trasformazione emotiva che la rende una persona nuova e migliore. Proprio nel booklet dell'album compare alla fine del testo di Black Lake il verbo inglese "jettison" che significa "buttare via qualcosa da un aereo o una nave", come se la relazione finita fosse già stata messa da parte in vista di un futuro forse più luminoso e felice.
I tamburi della canzone, secondo la stessa Björk, sarebbero una rappresentazione uditiva del suo battito cardiaco, e l'incremento del loro ritmo simulerebbe quindi un attacco di panico e di ansia, con lo scopo di trasmettere anche a chi ascolta l'intensità del dolore trattato.
In occasione del Björk Orkestral, serie di concerti del 2021 in cui ha celebrato la sua carriera, Björk ha affermato sulla canzone:

## Video musicale
Il videoclip della canzone è stato pubblicato sul canale YouTube di Björk il 10 giugno 2015.
Il video, della durata di 10 minuti e 10 secondi, è stato girato sul posto in Islanda dal regista Andrew Thomas Huang su commissione del MoMA di New York. Alla realizzazione si è aggiunto anche uno studio di design 3D che ha collaborato con David Benjamin.
Nel filmato appaiono i motivi predominanti del paesaggio islandese (caverne, gole, lava, campi di muschio...) nel tentativo di riflettere un'idea di dolore, morte e rinascita.